# Isolateur pour guide d'ondes
Pour les articles homonymes, voir isolateur (homonymie).
 (février 2015).
Si vous disposez d'ouvrages ou d'articles de référence ou si vous connaissez des sites web de qualité traitant du thème abordé ici, merci de compléter l'article en donnant les références utiles à sa vérifiabilité et en les liant à la section « Notes et références ».

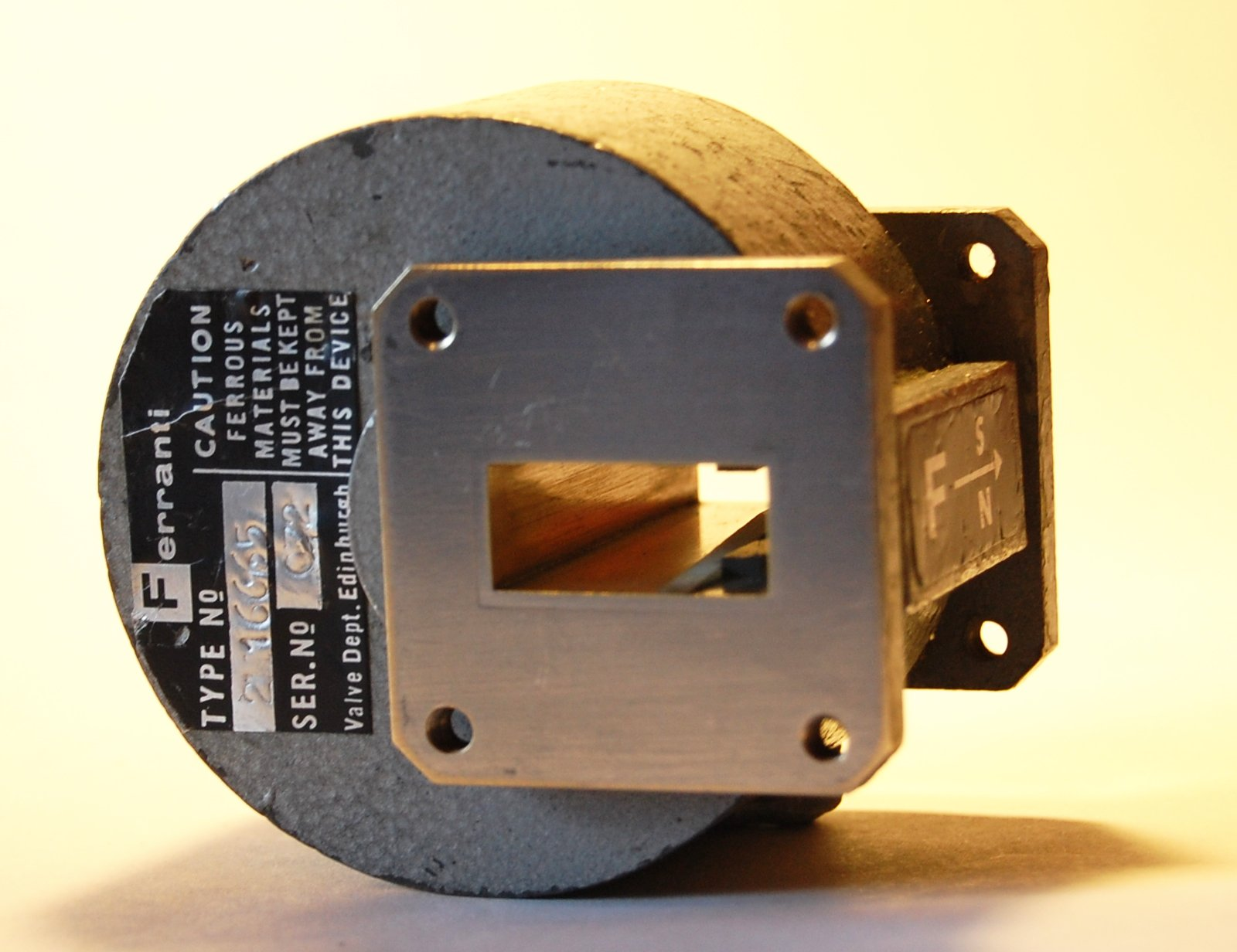
Isolateur à absorption par résonance constitué d'un guide d'ondes WG16 contenant deux bandes de ferrite (rectangle noir près du bord droit de chaque paroi large), qui sont polarisées par un aimant permanent en fer à cheval extérieur au guide. La direction de transmission est indiquée par une flèche sur l'étiquette de droite.

Un isolateur est un dispositif quadripole qui transmet le signal micro-ondes ou radiofréquences dans une seule direction. La non-réciprocité observée dans ces dispositifs provient généralement de l'interaction entre l'onde qui se propage et le matériau, qui peut être différent par rapport à la direction de propagation. Il peut être utilisé pour protéger l'équipement sur son port d'entrée des effets des conditions sur son port de sortie ; par exemple, il est très utilisé à la sortie d'une source pour supprimer l'onde réfléchie vers la source par le système alimenté par la source. Selon sa puissance, l'onde réfléchie peut simplement perturber la source, ou bien même la détruire.
Selon la fréquence de l'onde électromagnétique (optique, hyperfréquence, radiofréquence, etc.), la technologie de réalisation d'un isolateur est très différente.

## Non réciprocité
Un isolateur est un dispositif non réciproque (en), avec une matrice de paramètres S non symétrique. Un isolateur idéal transmet toute la puissance entrant dans le port 1 vers le port 2, tout en absorbant toute la puissance entrant dans le port 2, de sorte qu'à un facteur de phase près, sa matrice S est la suivante :
{\displaystyle S={\begin{pmatrix}0&0\\1&0\end{pmatrix}}}
Pour obtenir la non-réciprocité, un isolateur doit nécessairement incorporer un matériau non-réciproque. Aux fréquences micro-ondes, ce matériau est généralement un ferrite qui est polarisé par un champ magnétique statique mais peut être un matériau auto-alimenté. Le ferrite est positionné dans l'isolateur de telle sorte que le signal micro-ondes lui présente un champ magnétique rotatif, l'axe de rotation étant aligné sur la direction du champ de polarisation statique. Le comportement de la ferrite dépend du sens de rotation par rapport au champ de polarisation et est donc différent pour les signaux micro-ondes circulant dans des directions opposées. En fonction des conditions de fonctionnement exactes, le signal circulant dans une direction peut être soit déphasé, soit déplacé de la ferrite, soit absorbé.

## Types

Isolateur à résonance dans une topologie de guide d'ondes rectangulaire. Le champ magnétique direct (ligne continue) est polarisé circulairement dans la plaque de ferrite et l'absorption par résonance ferromagnétique y est induite. Le champ arrière (en pointillés) n'est pas polarisé circulairement et s'écoule normalement le long du guide.

Isolateur à déplacement de champ dans une topologie de guide d'ondes rectangulaire. La plaque de ferrite déforme le champ électrique de sorte que le champ direct est maximal à la limite de la ferrite où une feuille résistive a été placée. Cette feuille diminue l'intensité du champ électrique. Le champ arrière est minimal à ce même endroit, de sorte qu'il ne subit aucune perte à cause de la feuille résistive.

Isolateur à base de circulateur. Le mécanisme de circulation induit par le ferrite dans la cavité contraint le signal à circuler du port 1 au port 2 et du port 2 au port 3. Cependant, le port 3 est connecté à une charge adaptée. Tout le signal entrant est alors absorbé et aucun signal ne peut être émis par le port 3.

Les types les plus courants d'isolateurs à base de ferrite sont classés en quatre catégories : les circulateurs avec charge de terminaison, les isolateurs à effet Faraday, les isolateurs à déplacement de champ et les isolateurs à résonance. Dans tous ces types de dispositifs, la non-réciprocité observée provient de l'interaction onde-matériau qui dépend de la direction de propagation.

### Absoption de résonance
Dans ce type d'isolateur, le ferrite absorbe l'énergie du signal micro-ondes qui se déplace dans une direction. Un champ magnétique tournant approprié est trouvé dans le mode TE10 dominant du guide d'ondes rectangulaire. Le champ tournant existe loin de l'axe central de la paroi large, sur toute la hauteur du guide. Cependant, pour permettre à la chaleur de la puissance absorbée d'être évacuée, le ferrite ne s'étend généralement pas d'une paroi large à l'autre, mais se limite à une bande peu profonde sur chaque face. Pour un champ de polarisation donné, l'absorption par résonance se produit sur une bande de fréquence assez étroite, mais comme dans la pratique le champ de polarisation n'est pas parfaitement uniforme dans toute la ferrite, l'isolateur fonctionne sur une bande un peu plus large.

### Déplacement de champ
Ce type d'isolateur est superficiellement très similaire à un isolateur à absorption par résonance, mais la polarisation magnétique est différente, et l'énergie du signal voyageant vers l'arrière est absorbée dans un film ou une carte résistive sur une face du bloc de ferrite plutôt que dans la ferrite elle-même.
Le champ de polarisation est plus faible que celui nécessaire pour provoquer une résonance à la fréquence de fonctionnement, mais il est conçu pour donner au ferrite une perméabilité proche de zéro pour un sens de rotation du champ du signal hyperfréquence. La polarité de la polarisation est telle que cette condition spéciale s'applique au signal aller ; le signal retour voit la ferrite comme un matériau diélectrique ordinaire (avec une faible perméabilité, car la ferrite est déjà saturée par le champ de polarisation). Par conséquent, pour le champ électromagnétique du signal direct, la ferrite a une très faible impédance d'onde caractéristique, et le champ tend à être exclu du ferrite. Il en résulte que le champ électrique du signal direct est nul sur la surface du ferrite où est placé le film résistif. Inversement, pour le signal de retour, le champ électrique est fort sur cette surface et son énergie est donc dissipée en entraînant un courant à travers le film.
Dans un guide d'ondes rectangulaire, le bloc de ferrite occupe généralement toute la hauteur d'une paroi large à l'autre, le film résistif se trouvant du côté de l'axe central du guide.

### Circulateur à terminaison adaptée
Un circulateur est un dispositif non réciproque à trois ou quatre ports, dans lequel la puissance entrant dans un port est transmise au port suivant en rotation (uniquement). À un facteur de phase près, la matrice de diffusion pour un circulateur à trois ports est la suivante :
{\displaystyle S={\begin{pmatrix}0&0&1\\1&0&0\\0&1&0\end{pmatrix}}}
Un isolateur à deux ports est obtenu simplement en terminant l'un des trois ports par une charge appariée, qui absorbe toute la puissance qui y pénètre. La ferrite polarisée fait partie du circulateur et provoque un déphasage différentiel pour les signaux voyageant dans des directions différentes. Le champ de polarisation est inférieur à celui nécessaire à l'absorption par résonance, et ce type d'isolateur ne nécessite donc pas d'aimant permanent aussi lourd. Comme la puissance est absorbée par une charge externe, le refroidissement est moins problématique que dans le cas d'un isolateur à absorption par résonance.

### Isolateur à effet Faraday
Un dernier principe physique utile à la conception des isolateurs est l'effet Faraday. Lorsqu'une onde polarisée linéairement se propage à travers une ferrite dont la magnétisation est alignée avec la direction de propagation de l'onde, le plan de polarisation tourne le long de l'axe de propagation. Cette rotation peut être utilisée pour créer des dispositifs hyperfréquences tels que des isolateurs, des circulateurs, des gyrateurs, etc. Dans la topologie des guides d'ondes rectangulaires, elle nécessite également la mise en œuvre de sections de guides d'ondes circulaires qui sortent du plan du dispositif.